# MV Agusta
MV Agusta (nombre completo: MV AGUSTA Motor S.p.A, nombre original: Meccanica Verghera Agusta o MV) es una empresa constructora de motocicletas de lujo fundada en 1945 en Cascina Costa, cerca de Milán en Italia.

## Historia

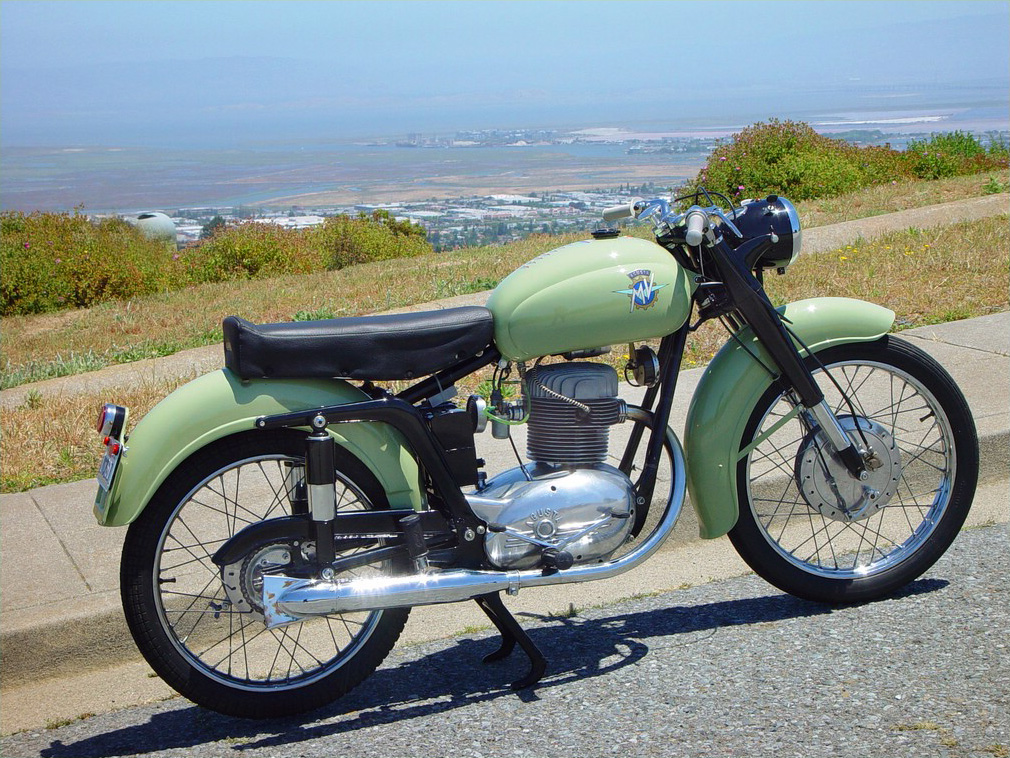
1954 MV Agusta CSTL 175 Turismo Lusso.

La empresa comenzó siendo una rama de la empresa de aviación Agusta que fue fundada por el Conde Giovanni Agusta en 1923. El Conde murió en 1927, dejando la compañía en las manos de su esposa y sus hijos Domenico, Vincenzo, Mario y Corrado. El conde Vincenzo Agusta junto con su hermano Domenico crearon MV Agusta (las iniciales MV significan Meccanica Verghera) al final de la II Guerra Mundial como un medio de salvar los puestos de trabajo de la empresa Agusta y también con el objetivo de cubrir las necesidades del mercado posterior a la guerra, que demandaba medios de transporte baratos y eficientes. Produjeron el primer prototipo que fue llamado "Vespa 98" en 1945. Después descubrieron que el nombre de Vespa ya había sido registrado por la empresa Piaggio para su scooter Vespa, así que el modelo pasó a denominarse exclusivamente por el número “98”.

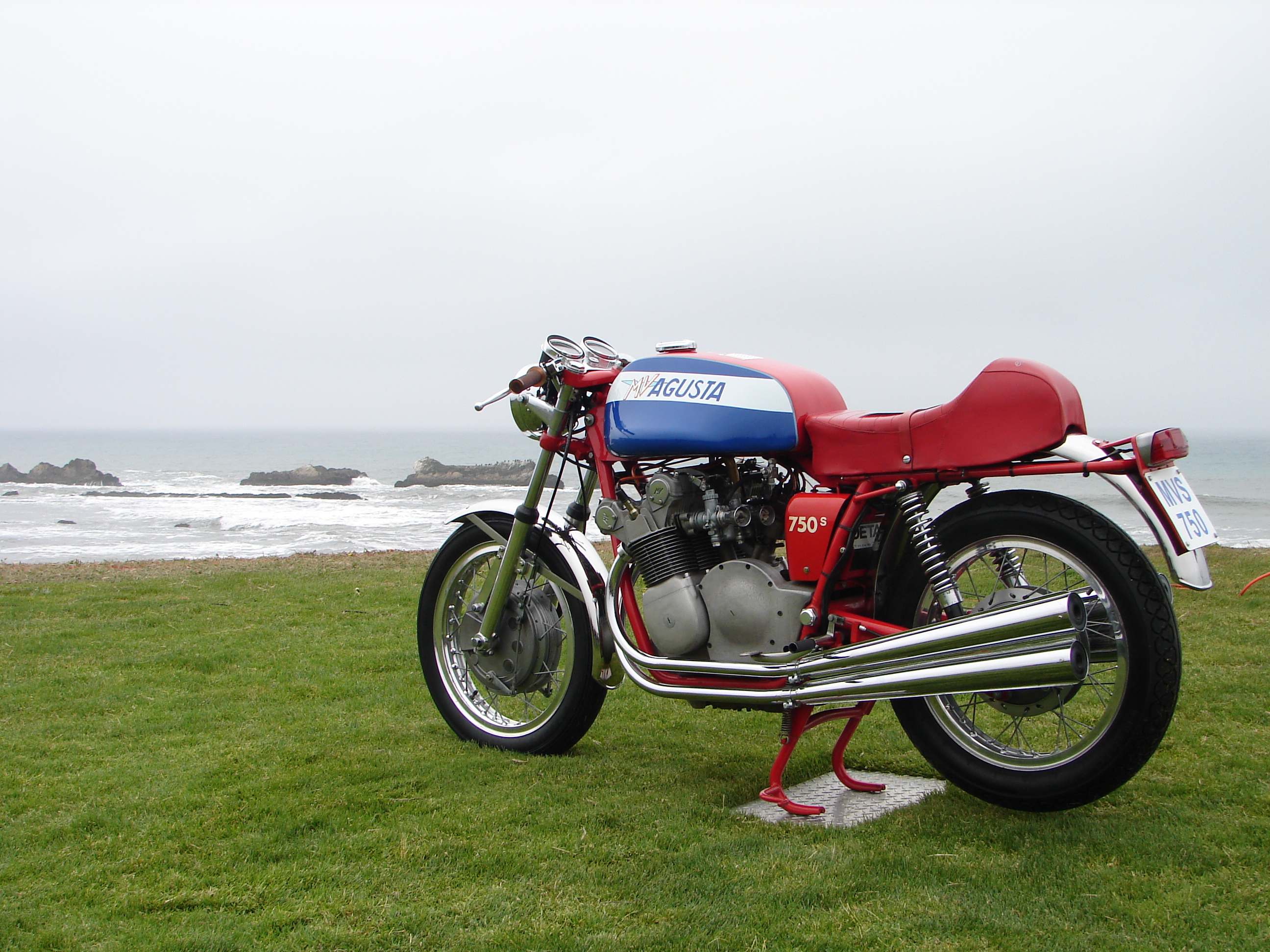
750S.

Entre 1950 y 1970, la compañía fabricaba motos de pequeña cilindrada de estilo Cafe Racer (la mayoría de 125 a 150 cc). En la década de los 60, las ventas de motos pequeñas cayeron y MV Agusta empezó a producir menos motos pero de mayor cilindrada. Una 250 cc, y posteriormente una 350 cc de dos cilindros. Posteriormente una 600 cc de cuatro cilindros que evolucionó a una 750 cc que hoy en día es muy apreciada por los coleccionistas.
La empresa española Avello con sede en Natahoyo, cerca de Gijón, manufacturó motos bajo licencia de MV Agusta, con los nombres de MV Avello y MV Agusta. Én todas las motocilcetas fabricadas en Gijón, se puede ver un anagrama que pone Emeuve, que las hace inconfundible de las italianas.
A partir de la muerte del conde Domenico Agusta en 1971, la empresa entró en declive y en 1980 dejó de producir motocicletas.

### Resucitada por Cagiva

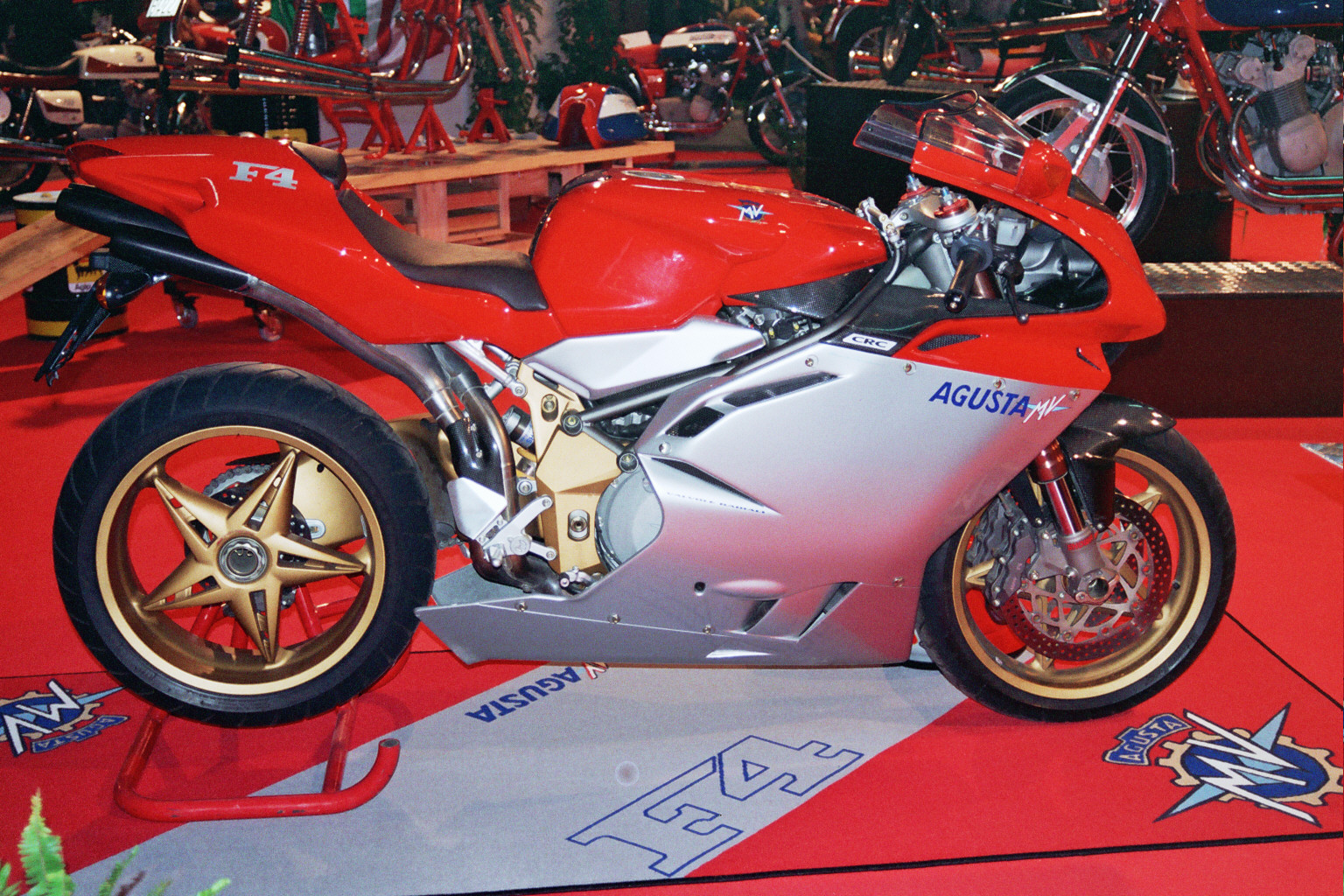
F4 750 Oro.

Cagiva adquirió la marca registrada MV Agusta en 1991. En 1997, construyó su primera motocicleta con esta marca. La nueva moto era una deportiva de cuatro cilindros y 750cc de cilindrada (La serie F4), serie que también incluyó algunas motocicletas de competición como la SPR ("Special Production Racing") decorada todo en negro que aparecía en la película I, Robot. En 2004 fabricaron la primera 1000 cc. 2004 fue el fin de la producción de las motocicletas de 750 cc, con una última serie limitada de trescientas SR (Special Racing), decoradas en los colores tradicionales de la marca, rojo y plata.
MV Agusta también fabricó al inicio del siglo XXI una edición limitada de F4 750 cc y F4 1000 cc, denominada "Senna edition" en recuerdo del piloto brasileño de Fórmula 1 Ayrton Senna, quien fue un gran coleccionista de motocicletas Ducati y MV Agusta. Esta serie se fabricó para ayudar al Instituto Ayrton Senna una fundación para la ayuda de niños y jóvenes en Brasil. Se fabricaron trescientas motos de cada una de las dos cilindradas.
También se fabricaron una serie de motocicletas "naked" de 750 y 910 cc, esta serie se denominó "Brutale". La producción es limitada tal como suele ser la política de la empresa y como hacen marcas de prestigio en el automóvil como puede ser Ferrari. No compiten directamente con los grandes fabricantes japoneses cuyas motocicletas se suelen vender a unos precios considerablemente inferiores a los de una MV Agusta. Esta empresa compite con otros fabricantes italianos como puede ser Ducati.

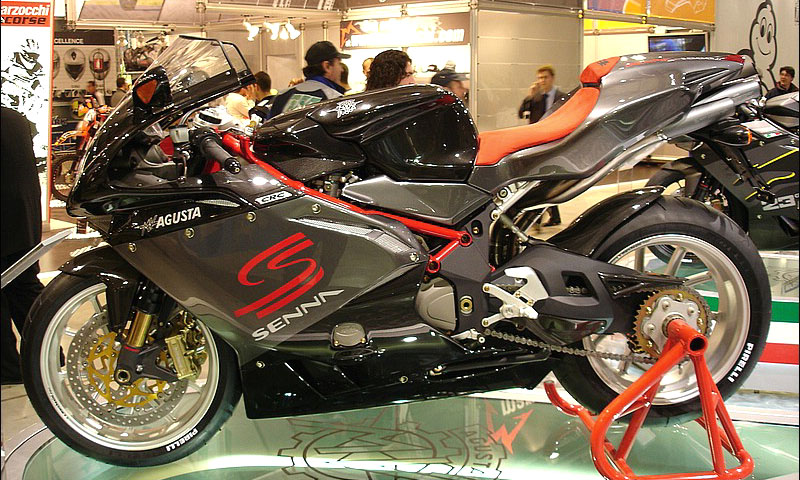
F4 Senna 1000.

En 2005 MV Agusta produjo la "Tamburini 1000", que se denomina así por su diseñador Massimo Tamburini, que anteriormente había trabajado para Moto Guzzi, y más recientemente para Ducati.  Cycle World una revista australiana especializada la nombró la mejor moto deportiva del mundo.[cita requerida] Tamburini diseñó la Ducati 916 (predecesora de las series 748 y 996) que marcaron la vuelta de Ducati al éxito de ventas en la última década. La MV Agusta F4 refinaba el innovador diseño de la Ducati 916. En publicaciones recientes, las MV Agusta han sido elogiadas como una de las motocicletas mejores para pilotar nunca fabricadas [cita requerida] y la F4 312R de 2008 es conocida por ser la motocicleta de serie más rápida del mundo, la potencia de esta moto es de 183 CV.
En 1999 el grupo Cagiva fue reestructurado por motivos estratégicos y MV Agusta vino a ser la marca principal del grupo del cual también formaban parte Cagiva y Husqvarna.

### Adquisición y venta por Protón
En 2004 la empresa estaba enormemente endeudada, y en diciembre, fue vendida por 70 millones de euros a la empresa malaya fabricante de automóviles Proton. Sin embargo, en diciembre de 2005, Protón, vendió la empresa a la financiera GEVI Spa, por la cantidad simbólica de 1 € a cambio de asumir sus deudas.
En 2006, GEVI SpA, con el 65% del capital, ha refinanciado la empresa, y por tanto permite su continuidad, y a la vez hace volver la propiedad de la empresa a Italia.

### BMW compra Husqvarna
En julio de 2007, MV Agusta Motor S.p.A, vende la marca Husqvarna a BMW por una cantidad no revelada. Según el presidente de MV Agusta, Claudio Castiglioni, la venta fue un paso estratégico para concentrar todos los recursos de la compañía y aumentar la presencia de MV Agusta y Cagiva en los mercados internacionales al tener más recursos financieros para desarrollar nuevos modelos.

### Adquisición por Harley-Davidson
Después de años de estancamiento. El icono de la exposición "Art of the Motorcycle" del museo Guggenheim, el modelo F4, necesitaba ser renovado, pero la situación financiera de la empresa no lo permitía. El 11 de julio de 2008, Harley-Davidson anunciaba que había firmado un acuerdo para adquirir el grupo MV Agusta por 70 millones de euros. La compra levantó expectativas de que la empresa tomase una nueva dirección. 
La compra concluyó el 8 de agosto de 2008.
El 15 de octubre de 2009, Harley-Davidson anunció que iba a vender sus acciones de MV Agusta.

### Venta por Harley-Davidson
El 6 de agosto de 2010, Harley-Davidson vende MV Agusta a su antiguo propietario Claudio Castiglioni. Asimismo se anuncia la fabricación de un nuevo modelo tricilíndrico de 675cc bajo el nombre de MV Agusta F3.

## Competición

### Campeonato del Mundo de Motociclismo

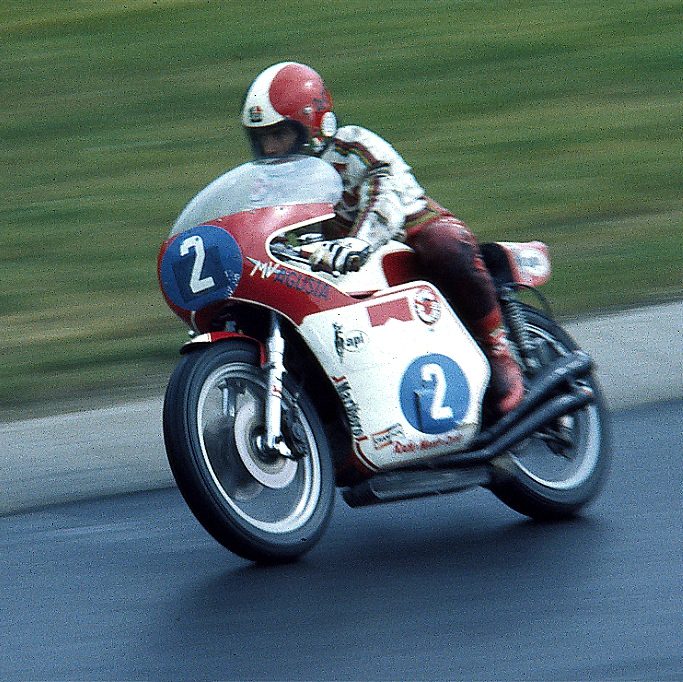
Giacomo Agostini en la MV Agusta 350 de cuatro cilindros.

Vincenzo y Domenico Agusta eran unos apasionados de la mecánica y de las carreras de motocicletas. Estaban determinados a tener el mejor equipo de mundo en el Campeonato del Mundo de Motociclismo y no repararon en gastos para conseguirlo. En 1948, la empresa construyó una motocicleta monocilíndrica de 125 cc y de dos tiempos e inscribió a Franco Bertoni en el Gran Premio de Italia de ese año. Bertoni ganó la carrera celebrada en el circuito de Monza e instantáneamente el nuevo fabricante de motocicletas saltó a la fama.
En la temporada de 1949, la categoría de 125 cc ganó prestigio. Más fabricantes de motocicletas participaban en las carreras inaugurales del Campeonato del Mundo celebradas en Suiza, Holanda e Italia. Las motocicletas  Mondial de 125 cc DOHC dominaban la temporada. Los pilotos de MV Agusta terminaron noveno y décimo al final de la temporada. En 1950, Arturo Magni y Piero Remor se unieron a la empresa después de haber trabajado en Gilera. Magni era el jefe mecánico y Remor era el jefe de diseño. Las temporadas de 1950 y 1951 fueron años de desarrollo mientras la marca adoptaba el motor de cuatro tiempos de 125 cc DOHC. Los esfuerzos solo consiguieron una quinta plaza en el Gran Premio de los Países Bajos de 1950. La temporada de 1951 solo fue un poco mejor.
La temporada de 1952 vio la introducción en la moto de competición en 125 de horquillas telescópicas, frenos de aleación y depósito de combustible más estilizado. La potencia era de 15 CV a 10.800 rpm. El británico Cecil Sandford pilotó la nueva MV Agusta 125 en el TT Isla de Man y lo ganó, en esa temporada ganó dos Grandes Premios más e hizo otros dos terceros puestos, lo que le sirvió para ganar el Campeonato del Mundo de 125, que fue el primero para la compañía. En 1953 los ingenieros adoptaron la horquilla del tipo Earl para solucionar los problemas de manejabilidad. En la temporada de 1953 se introdujo la 350 tetracilíndrica. En esta temporada MV Agusta tenía motos en las categorías de 500 cc, 350 cc y 125 cc.
Tras el éxito de la temporada de 1952, los pilotos privados pudieron adquirir réplicas de la 125 DOHC. Esta réplica de las motos oficiales  tenían muchas de los adelantos técnicos de las motos oficiales. Entre ellas, embrague multidisco, bomba mecánica de aceite, carburador Dell'Orto SS1 de 27mm y de flotador independiente. La moto se apodó “The Boy Racer”.
A mediados de los años 50 del siglo XX se introdujo la categoría de 175 cc. MV Agusta produjo la 175 CSS para uso en carretera y desarrolló una 175 cc de competición para pilotos privados. La 175 cc fue muy popular en Gran Bretaña. Pilotos como Michael O’Rourke, Derek Minter y Bob Keeler compitieron en carreras de 175 y 125 por toda Europa con gran éxito. El lema de marketing “compitiendo el domingo, a la venta el lunes” fue utilizado. En las motos de competición, las primeras MV Agusta tenían el lateral del cárter desmontable para poder acceder fácilmente a la caja de cambios.
La naturaleza competitiva del conde Agusta, hizo que soliese fichar a los mejores pilotos de la época para llevar sus motocicletas. entre ellos se podrían destacar; Carlo Ubbiali, John Surtees, Mike Hailwood, Giacomo Agostini, Phil Read, y otros. A la vez también tenía los mejores ingenieros, entre los que destacó Arturo Magni. Las motos de competición de tres y cuatro cilindros fueron famosas por su buen comportamiento y rendimiento. Las motos solían ir pintadas de color rojo y plata, siendo un sello de calidad en las décadas de los 60 y 70 del siglo XX, ganando de modo consecutivo 17 Campeonatos del Mundo de 500 cc, y un total de 63 Campeonatos del Mundo en todas las categorías. Tras la muerte del conde Domenico Agusta en 1971, la marca perdió su empuje. MV Agusta ganó su último Gran Premio en 1976, abandonando las carreras en 1980. A este abandono también contribuyó la entrada en escena de las motos japonesas (Honda, Yamaha, Suzuki y Kawasaki) de dos tiempos que en un breve espacio de tiempo consiguieron superar a las cuatro tiempos de MV Agusta. 
Entre 1948 y 1976, MV Agusta ganó más de 3.000 carreras. Después de que la empresa abandonase la competición en 1980, Arturo Magni produjo sus propios chasis a los que acopló motores MV Agusta.

#### Campeonato del Mundo de Pilotos
MV Agusta ganó los siguientes títulos mundiales:
- 500cc (John Surtees, Gary Hocking, Mike Hailwood, Giacomo Agostini, Phil Read)
  - 1956, 1958 hasta 1974

| Año  | Campeón          | Motocicleta         |
| ---- | ---------------- | ------------------- |
| 1956 | John Surtees     | MV Agusta 500 4C GP |
| 1958 | John Surtees     | MV Agusta 500 4C GP |
| 1959 | John Surtees     | MV Agusta 500 4C GP |
| 1960 | John Surtees     | MV Agusta 500 4C GP |
| 1961 | Gary Hocking     | MV Agusta 500 4C GP |
| 1962 | Mike Hailwood    | MV Agusta 500 4C GP |
| 1963 | Mike Hailwood    | MV Agusta 500 4C GP |
| 1964 | Mike Hailwood    | MV Agusta 500 4C GP |
| 1965 | Mike Hailwood    | MV Agusta 500 4C GP |
| 1966 | Giacomo Agostini | MV Agusta 500 3C    |
| 1967 | Giacomo Agostini | MV Agusta 500 3C    |
| 1968 | Giacomo Agostini | MV Agusta 500 3C    |
| 1969 | Giacomo Agostini | MV Agusta 500 3C    |
| 1970 | Giacomo Agostini | MV Agusta 500 3C    |
| 1971 | Giacomo Agostini | MV Agusta 500 3C    |
| 1972 | Giacomo Agostini | MV Agusta 500 3C    |
| 1973 | Phil Read        | MV Agusta 500 3C    |
| 1974 | Phil Read        | MV Agusta 500 4C GP |

- 350cc (John Surtees, Gary Hocking, Giacomo Agostini)
  - 1958, 1959 hasta 1961, 1968 hasta 1973

| Año  | Campeón          | Motocicleta      |
| ---- | ---------------- | ---------------- |
| 1958 | John Surtees     | MV Agusta 350 GP |
| 1959 | John Surtees     | MV Agusta 350 GP |
| 1960 | John Surtees     | MV Agusta 350 GP |
| 1961 | Gary Hocking     | MV Agusta 350 GP |
| 1968 | Giacomo Agostini | MV Agusta 350 3C |
| 1969 | Giacomo Agostini | MV Agusta 350 3C |
| 1970 | Giacomo Agostini | MV Agusta 350 3C |
| 1971 | Giacomo Agostini | MV Agusta 350 3C |
| 1972 | Giacomo Agostini | MV Agusta 350 3C |
| 1973 | Giacomo Agostini | MV Agusta 350 3C |

- 250cc (Carlo Ubbiali, Tarquinio Provini)
  - 1956, 1958 hasta 1960

| Año  | Campeón           | Motocicleta      |
| ---- | ----------------- | ---------------- |
| 1956 | Carlo Ubbiali     | MV Agusta 250 GP |
| 1958 | Tarquinio Provini | MV Agusta 250 GP |
| 1959 | Carlo Ubbiali     | MV Agusta 250 GP |
| 1960 | Carlo Ubbiali     | MV Agusta 250 GP |

- 125cc (Cecil Sandford, Carlo Ubbiali)
  - 1952, 1955, 1956, 1958 hasta 1960

| Año  | Campeón        | Motocicleta            |
| ---- | -------------- | ---------------------- |
| 1952 | Cecil Sandford | MV Agusta 125 Bialbero |
| 1955 | Carlo Ubbiali  | MV Agusta 125 Bialbero |
| 1956 | Carlo Ubbiali  | MV Agusta 125 Bialbero |
| 1958 | Carlo Ubbiali  | MV Agusta 125 Bialbero |
| 1959 | Carlo Ubbiali  | MV Agusta 125 Bialbero |
| 1960 | Carlo Ubbiali  | MV Agusta 125 Bialbero |

#### Campeonato del Mundo de Constructores
MV Agusta ganó los siguientes títulos mundiales:
- 500cc
  - 1956, 1958, 1959, 1960, 1961, 1962, 1963, 1964, 1965, 1967, 1968, 1969, 1970, 1971, 1972, 1973
- 350cc
  - 1958, 1959, 1960, 1961, 1968, 1969, 1970, 1971, 1972
- 250cc
  - 1955, 1956, 1958, 1959, 1960
- 125cc
  - 1952, 1953, 1955, 1956, 1958, 1959, 1960

### Vuelta a la competición

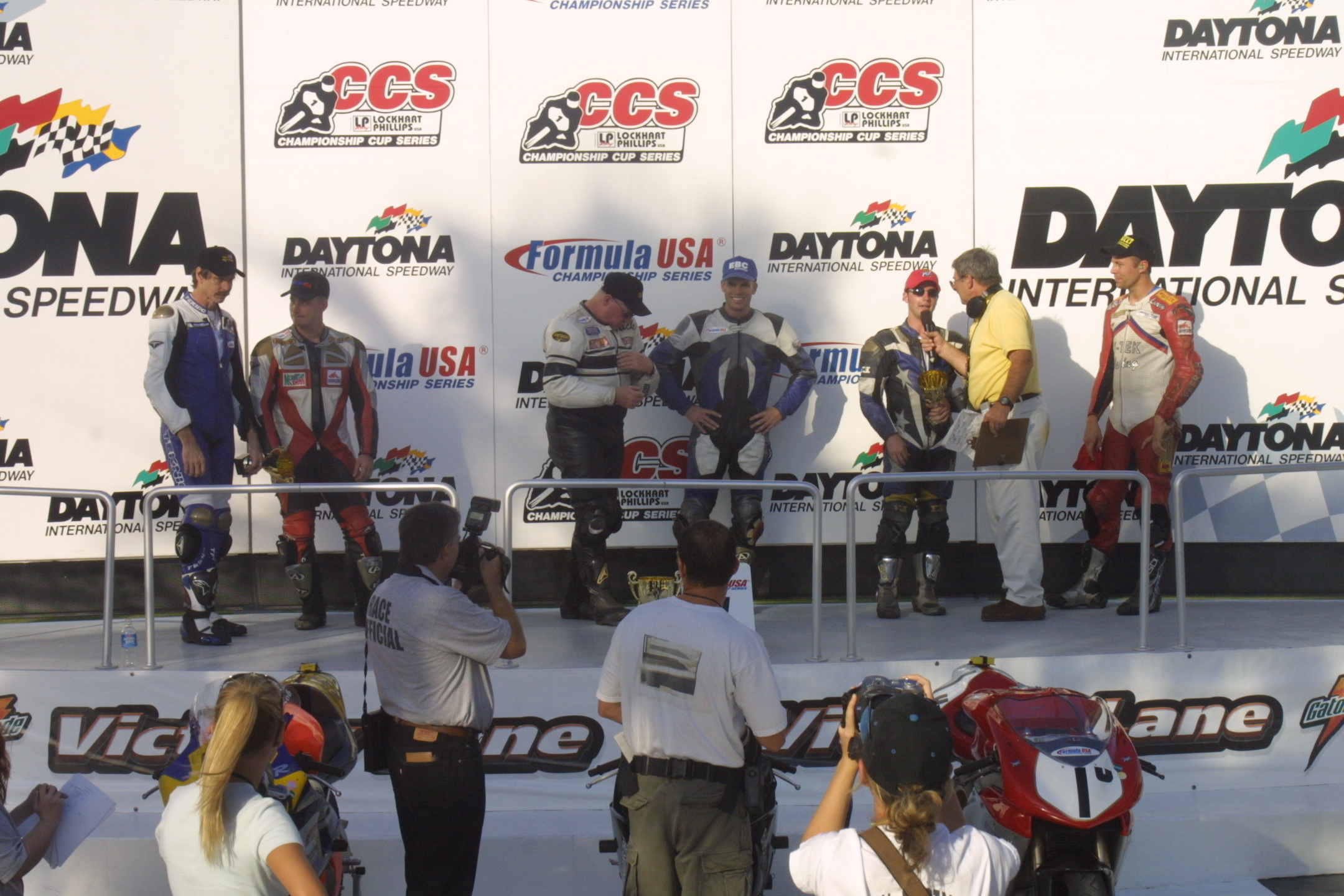
Pódium de la carrera de Daytona.

Aunque no hubo equipo oficial, equipos privados han competido con las F4 750. En 2003 , en la competición Big Show Racing , Chicago Illinois; vio participar una F4 750 en la Formula USA , en la competición Daytona International Speedway 200 Mile Team Challenge. El equipo terminó segundo con los pilotos Larry Denning y Aaron Risinger.
MV Agusta ganó el Campeonato Italiano de Superstock en 2006 con Luca Scassa, 33 años después de su último título (el Campeonato Italiano de 500cc de 1973 conquistado por Giacomo Agostini).
En 2007, el equipo Fast by Ferracci ingresó con dos MV Agusta F41000R para Luca Scassa y Matt Lynn en la temporada 2007 del AMA Superbike Championship.
En mayo de 2007, la empresa anunció su vuelta a la competición en la temporada 2008 del Campeonato Mundial de Superbikes. Carl Fogarty iba a ser el piloto que llevase la motocicleta. Sin embargo, Fogarty abandonó el proyecto porque algunos de los principales patrocinadores lo abandonaron.
MV Agusta participó en el Campeonato Italiano de Superbikes en la temporada 2008. Luca Scassa ganó este campeonato con una MV Agusta de fábrica.
En 2013, el Grant Racing participó con dos MV Agusta F4-RR en el Campeonato Británico de Superstock. La MV Agusta F3 675 compitió en la temporada 2013 del Campeonato Mundial de Supersport con dos motos manejadas por el Team ParkinGO; Roberto Rolfo y Christian Iddon manejaron las motocicletas logrando tres podios.

### MV Agusta Reparto Corse
El MV Agusta Reparto Corse es el equipo con el que la marca regreso a la competición después de 38 años. El equipo surgió de la colaboración entre MV Agusta y el equipo ruso Yakhnich Motorsport. En lugar de regresar al Campeonato del Mundo de Motociclismo, decidieron ingresar al campeonato de motocicletas de producción, el Campeonato Mundial de Superbikes. Las motocicletas elegidas para este regreso fueron, la MV Agusta F3 675 para el Campeonato Mundial de Supersport y la MV Agusta F4 RR para el Campeonato Mundial de Superbikes. El piloto elegido para este regreso fue el italiano Claudio Corti en superbikes (fue reemplaado en la ronda de los Estados Unidos por el británico Leon Camier), mientras que en supersport fueron elegidos el francés Jules Cluzel y el ruso Vladimir Leonov quién fue reemplazado a mitad de temporada por el italiano Massimo Roccoli.
A mitad de 2014, MV Agusta decidió invertir más dinero en su departamento de competición y adquirió la parte correspondiente al Yakhnich Motorsport, haciéndose cargo de la administración de los equipos de Supersport y Superbikes.

### Moto2
En 2018, MV Agusta anunció que volvería a competir en el Campeonato del Mundo de Motociclismo con el Forward Racing en Moto2. La MV Agusta F2 comenzó a probarse en julio de 2018 para prepararla para la temporada 2019. La motocicleta cuenta por reglamento con un motor de tricilindrico de 765 cc (46.7 pies cúbicos) desarrollado por Triumph Motorcycles basado en el Street Triple RS 765. Fue la primera vez desde 1976 que MV Agusta estará inscripta en la lista de participantes del campeonato mundial desde que se retiró debido a dificultades financieras a final de la temporada 1976. En noviembre de 2018, Stefano Manzi y Dominique Aegerter fueron anunciados como los dos pilotos del equipo en el regreso del fabricante de Varese al campeonato del mundo.

## Modelos producidos de 1946 a 1980
- 98 cc  1946–1949
- 125 Twin  1947
- 125 3-speeds 1948–1949
- 125 TEL 1949–1954
- 125 CSL Scooter 1949–1951
- 250 1947–1951
- 125 Motore Lungo 1950–1953
- 125  CGT Scooter  1950–1952
- 500 Turismo  1950
- Ovunque Scooter  1951–1954
- 150 1952–1953
- 175 CS  1953–1959
- Pullman 1953-1956
- 125 Turismo Rápido 1954–1958
- 48 Moped 1955–1959
- Superpullman 1955–1957
- 300 Twin 1955
- Raid 250 cc y 300 cc 1956–1962
- Ottantatre  83 cc 1958–1960
- 175 A B 1958-1959
- 125 TREL.  Centomila 1959–1963
- 150 4T 1959–1970
- Chicco Scooter 1960–1964
- Tevere 235  1959–1960
- Checca ( 83 cc, 99 cc, 125cc ) 1960–1969
- Liberty 50 cc  1962–1969
- Germano 50 cc 1964–1968
- Arno 166 GT  1964–1965
- 125 GT-GTL  1964–1973
- 125 Regolarita 1965–1970
- 250 Twin 1966–1971
- Serie cuatro cilindros 1965–1980
- 600 tourer
- 750 GT
- 750SS
- 750 Sport (freno de tambor) 1972–1974
- 750 Sport (freno de disco) 1974
- 750 Sport America 1975–1978
- 850SS
- MV Agusta 350B Sport 1970–1974
- 350 Ipotesi 1975–1980
- 125 Sport 1975–1980

## Modelos de competición de 1946 a 1976
- 98/125 dos tiempos 1946–1949
- 125 Twin-Cam 1950–1960
- 500 cc Shaft Drive Four
- MV Agusta 125 Sohc 1953–1956
- 175 Twin-Cam 1955–1958
- 250 Monocilíndrico 1955–1959
- 350 Bicilíndrico 1957
- 250 Bicilíndrico 1959–1966
- 500 cc Seis cilindros 1957–1958
- 125 Válvula de disco 1965
- MV Agusta 350 Tres cilindros 1965–1973
- MV Agusta 500 Tres cilindros 1966–1974
- 350 cc Seis cilindros 1969
- 350 cc Cuatro cilindros 1971–1976
- MV Agusta 500 Cuatro cilindros 1973–1976
- MV Agusta F2 2019-

## Modelos de 1998 a 2014
Brutale
- Brutale 1090 RR
- Brutale 1078 RR
- Brutale 989 R
- Brutale 910 R
- Brutale 910 S
- Brutale dragster 800
- Brutale dragster 800 RR
- Brutale 750S

F3
- 675
- 800

F4
- F4 1078 RR 312
- F4 1000 R / R 1+1
- F4 1000 R 312
- F4 750 S / 1+1
- F4 1000 S / 1+1

Ediciones limitadas
- F4CC - Claudio Castiglioni
- F4 Tamburini
- F4 Senna
- F4 1000 Senna
- F4 1000 Veltro
- F4 SPR
- F4 AGO
- F4 Mamba
- F4 Corse
- Brutale ORO
- Brutale America
- Brutale Gladio
- Brutale Corse
- Brutale Italia
- Brutale Starfighter

La serie F4 CC, denominada así en honor a Claudio Castiglioni (El director gerente deMV Agusta), es la motocicleta de serie más cara. Con un precio recomendado de unos 85.000 €.